# ジョアン・ジルベルト

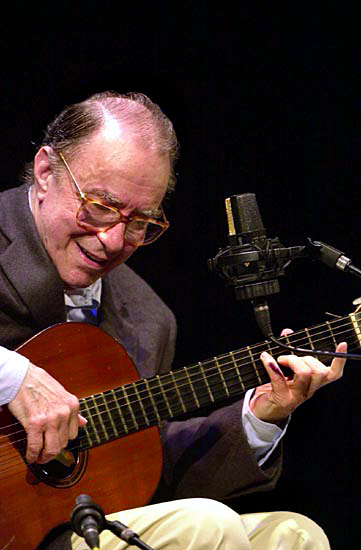
ジョアン・ジルベルト（1996年）

ジョアン・ジルベルト（João Gilberto、本名ジョアン・ジウベルト・プラド・ペレイラ・ヂ・オリヴェイラ、1931年6月10日 - 2019年7月6日）は、ブラジルの歌手、ギタリスト。作曲家のアントニオ・カルロス・ジョビンや作詞家のヴィニシウス・ヂ・モライスらとともに、ボサノヴァを創成したとされている。
アストラッド・ジルベルトは元妻。アストラッドとの離婚後、歌手のミウシャと結婚。ベベウ・ジルベルトはミウシャとの間の娘である。

## 経歴
ブラジル北東部バイーア州ジュアゼイロに生まれ、10歳になるまで、この町で育った。1946年にギターを父から貰い、バンド活動に夢中になる。その後、中等寄宿制学校に通うが、音楽の勉強のために退学する。1949年にはラジオ番組にキャストとして出演した。
19歳の時にはリオ・デ・ジャネイロでボーカル・グループ「ガロットス・ダ・ルア (Garotos da Lua)」にリード・ボーカルとして参加し、2枚のSPをトダメリカ・レーベルで録音する。しかし、それも長くは続かず、ガロットス・ダ・ルアを脱退する。
1952年にはコパカバーナ・レーベルより初のソロ・レコード『Quando ela sai』を録音するが、ヒットせず、寝る場所と食事を求めて友人の家を転々とする日々が続く。マリファナ中毒となったジョアンを友人が見かねて、1955年にはジョアンの姉の住む街、ジアマンチーナへ移動し、姉の家に居候する生活が始まる。バスルームに一日中閉じこもり、ヴィオラン（クラシック・ギター）を弾きながら歌を歌い続け、その中で、サンバのリズムをギターだけで表現する、バチーダと呼ばれる独特の奏法を発明する。
その後、1957年に再びリオ・デ・ジャネイロへ戻る。アントニオ・カルロス・ジョビンと出会い、ジョビンはジョアンの声とギターに惚れ込む。1958年にはエリゼッチ・カルドーゾのアルバム『カンサォン・ド・アモール・ヂマイス (Canção do amor demais)』の中の2曲にギタリストとして参加する。その年の7月10日にはジョビンとヴィニシウス・ヂ・モライスによるシングル「想いあふれて (Chega de Saudade)」を録音する。これが最初のボサノヴァ・ソングと呼ばれるもので、発売当初はなかなか話題にならなかったが、次第にリオの若者たちの間で人気となり、ボサノヴァ・ムーブメントが形成されていった。1959年には初めてのLP『想いあふれて (Chega de Saudade)』が発売される。
1959年にアストラッド・ジルベルトと結婚。1963年にジャズ・サックス奏者、スタン・ゲッツと共に『ゲッツ/ジルベルト』を録音。1964年には、アストラッドが英語で歌った「イパネマの娘」が、シングルとして発売され、ボサノヴァの有名曲となった。ジョアンのギターを練習する時間は妻も驚くほど長時間にわたったという。しかし、アストラッドとはほどなく離婚してしまうこととなった。
1965年には『ゲッツ/ジルベルト』でグラミー賞最優秀アルバム賞を受賞し、最優秀男性ボーカル賞にもノミネートされた。同年にミウーシャ（シコ・ブアルキの実姉）と結婚する。しかし、ボサノヴァ・ブームの退潮や軍事政権の台頭の影響からか、1969年にはメキシコシティに移り、そこで2年間住む。
1973年、アルバム『三月の水』を発表。1977年には、トミー・リピューマのプロデュースによりアルバム『AMOROSO (イマージュの部屋)』を制作している（アルバムジャケット裏面のポートレートは日本人カメラマン土井弘介による）。1981年には、カエターノ・ヴェローゾ、ジルベルト・ジル、マリア・ベターニアとの共作『海の奇蹟 (Brasil)』を発表。
高齢にもかかわらず活動をつづけ、2000年、全編ギター弾き語りによる初のアルバム『ジョアン 声とギター(João voz e violão)』を、カエターノ・ヴェローゾのプロデュースで発表し、同作はグラミー賞最優秀ワールドミュージック・アルバム賞を受賞した。また2003年には70代での初の日本公演で話題になり、9月12日公演が『ジョアン・ジルベルト・イン・トーキョー』としてアルバム化（翌年に発売）。翌2004年、2006年11月にも日本公演が行われた。
2019年7月6日、ジョアン・ジルベルトはリオ・デ・ジャネイロの自宅で死去した。

## 代表曲
- 「想いあふれて」 - "Chega De Saudade"
- 「フェリシダーヂ」 - "A Felicidade"
- 「イパネマの娘」 - "The Girl From Ipanema"
- 「デサフィナード」 - "Desafinado"
- 「静かな夜」 - "Corcovado"
- 「イザウラ」 - "Izaura"
- 「バイーア生まれ」 - "Eu Vim Da Bahia"
- 「ビン・ボン」 - "Bim Bom"
- 「偽りのバイーア娘」 - "Falsa Baiana"
- 「ボンファに捧ぐ」 - "Um Abraço no Bonfá"

## ディスコグラフィ

### リーダー・アルバム
- 『想いあふれて』 - Chega de Saudade (1959年)
- 『愛と微笑みと花』 - O Amor, o Sorriso e a Flor (1960年)
- 『ジョアン・ジルベルト (ボサ・ノヴァ!)』 - João Gilberto (1961年)
- 『ゲッツ/ジルベルト』 - Getz/Gilberto (1964年) ※with スタン・ゲッツ
- 『ハービー・マン&ジョアン・ジルベルト・ウィズ・アントニオ・カルロス・ジョビン』 - Herbie Mann & João Gilberto with Antônio Carlos Jobim (1965年)
- 『ゲッツ/ジルベルト#2』 - Getz/Gilberto Vol. 2 (1966年) ※with スタン・ゲッツ
- 『彼女はカリオカ』 - João Gilberto en México (1970年)
- 『三月の水』 - João Gilberto (1973年)
- 『ゲッツ・ジルベルト・アゲイン』 - The Best of Two Worlds (1976年) ※with スタン・ゲッツ
- 『AMOROSO (イマージュの部屋)』 - Amoroso (1976年)
- 『ジョアン・ジルベルト・ライヴ!』 - João Gilberto Prado Pereira de Oliveira (1980年)
- 『海の奇蹟』 - Brasil (1981年) ※with カエターノ・ヴェローゾ、ジルベルト・ジル、マリア・ベターニア
- 『アントニオ・カルロス・ジョビンに捧ぐ』 - Interpreta Tom Jobim (1985年)
- Meditação (1985年) ※コンピレーション
- 『ライヴ・アット・ザ 19th・モントルー・ジャズ・フェスティヴァル』 - Live At The 19th Montreux Jazz Festival (1986年)
- 『ジョアン・ジルベルトの伝説』 - O Mito (1988年) ※コンピレーション
- Stan Getz Meets João & Astrud Gilberto (1990年) ※コンピレーション
- 『ジョアン』 - João (1991年)
- 『アコースティック・ライヴ〜あなたを愛してしまう』 - Ao Vivo, Eu Sei que Vou Te Amar (1994年)
- 『ライブ・アット・ウンブリア・ジャズ』 - Live at Umbria Jazz (1996年)
- 『ジョアン 声とギター』 - João Voz e Violão (2000年)
- 『ジョアン・ジルベルト・イン・トーキョー』 - In Tokyo (2004年)
- 『ジョアン・ジルベルト・フォー・トーキョー』 - For Tokyo (2007年) ※日本限定編集盤
- Um encontro no Au bon gourmet (2015年) ※1962年ライブ
- 『ゲッツ/ジルベルト'76』 - Getz/Gilberto '76 (2016年) ※with スタン・ゲッツ
- João Gilberto Ao Vivo No Sesc_1998 (2023年)